# Kvissel (parochie)
Kvissel (tot 2010:Kvissel Kirkedistrikt) is een parochie van de Deense Volkskerk in de Deense gemeente Frederikshavn. De parochie maakt deel uit van het bisdom Aalborg en telt 597 kerkleden op een bevolking van 597 (2004). Historisch was de parochie deel van de herred Horns. De parochie werd in 1970 ingedeeld in de gemeente Frederikshavn.

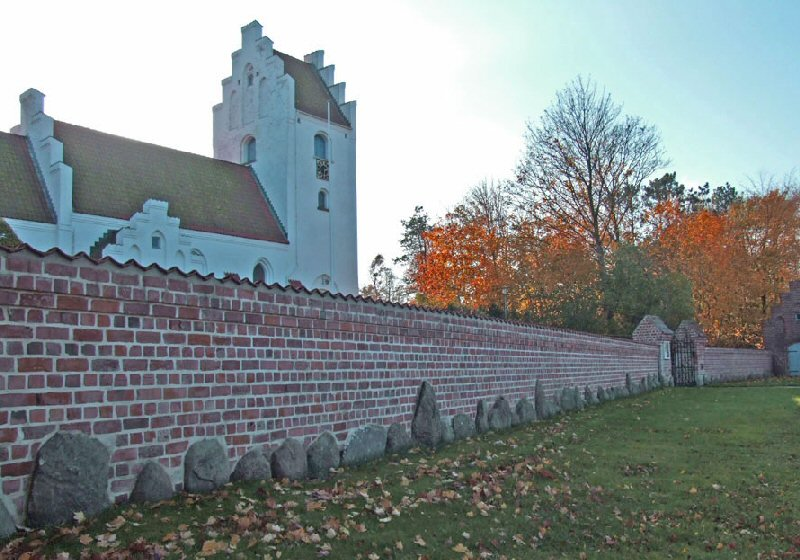
Kvissel Kirke (1919)